# 巴霍巴利雕像
巴霍巴利雕像是一座高57英尺（17米）的雕像，位于印度卡纳塔克邦什拉瓦纳贝拉戈拉的温迪亚吉里山上。它由一整块花崗岩雕刻而成。它建于公元983年左右的西恒伽王朝时期。